# Armungia
Armungia település Olaszországban, Szardínia régióban, Cagliari megyében. Lakosainak száma 418 fő (2023. január 1.). Armungia Ballao, Villaputzu, San Nicolò Gerrei és Villasalto községekkel határos.

## Népesség
A település népességének változása:
| Lakosok száma | 473  | 459  | 418  |
|               | 2017 | 2018 | 2023 |